# Marie-Louise von Bergmann-Winberg
Marie-Louise von Bergmann-Winberg (* 9. Juni 1946 in Helsinki, Finnland) ist Professorin für Staatswissenschaft in Östersund (Mittuniversitetet), Schweden.
Marie-Louise von Bergmann-Winberg studierte an der Universität Helsinki und graduierte 1987 mit ihrer Dissertation Wohlfahrt, Lebensniveau und Lebensweise im deutsch-deutschen Vergleich.